# Impale
Impale (Aepycerotini) – monotypowe plemię ssaków z podrodziny antylop (Antilopinae) w obrębie rodziny wołowatych (Bovidae).

## Rozmieszczenie geograficzne
Plemię obejmuje jeden współcześnie żyjacy gatunek występujący we wschodniej i południowej Afryce.

## Morfologia
Długość ciała 125–135 cm, długość ogona 25–35 cm, wysokość w kłębie 90–98 cm; masa ciała 43–64 kg. Wzór zębowy: I {\displaystyle {\tfrac {0}{3}}} C {\displaystyle {\tfrac {0}{1}}} P {\displaystyle {\tfrac {3}{3}}} M {\displaystyle {\tfrac {3}{3}}} (x2) = 40.

## Systematyka
Rodzaj zdefiniował w 1847 roku szwedzki zoolog Carl Jakob Sundevall w artykule zatytułowanym Metodyczny przegląd zwierząt przeżuwających, Linnaeus Pecora opublikowanym na łamach „Kungliga Svenska Vetenskapsakademiens Handlingar”. Gatunkiem typowym jest (oznaczenie monotypowe) impala zwyczajna (A. melampus).

### Etymologia
Aepyceros (Aepiceras, Aepyceras): gr. αιπυς aipus ‘wysoki’; κερας keras, κερατος keratos ‘róg’.

### Podział systematyczny
Aepycerotini jest uważana za jedną z najstarszych gałęzi ewolucyjnych wołowatych. Szczątki impali znane są z zapisów kopalnych datowanych na 6,5 mln lat, a ich budowa nie różni się zasadniczo od współczesnego przedstawiciela rodzaju. Do plemienia należy jeden rodzaj impala (Aepyceros) wraz w zależności od ujęcia systematycznego jednym (A. melampus) lub dwoma gatunkami (A. petersi i A. melampus); tutaj klasyfikacja z jednym występującym współcześnie gatunkiem za Mammals Diversity Database i All the Mammals of the World (2023): 
- Aepyceros melampus (H. Lichtenstein, 1812) – impala zwyczajna

Opisano również kilka gatunków wymarłych z terenów Afryki:
- Aepyceros afarensis Geraads, Melillo & Haile-Selassie, 2009[17] (pliocen)
- Aepyceros datoadeni Geraads, Bobe & Reed, 2012[18] (pliocen)
- Aepyceros dietrichi Gentry, 2011[19] (pliocen-plejstocen)
- Aepyceros shungurae Gentry, 1985[20] (pliocen)